# Juego de las caras
El juego de Las Caras es un juego de azar y tradición que se celebra el Viernes Santo por la mañana en la localidad española de Calzada de Calatrava, la cual quintuplica su población durante este evento. Se utilizan dos monedas de cobre de la época de Alfonso XII. Es la única fiesta profana que se celebra en Castilla-La Mancha durante el tiempo de Cuaresma. Fue declarado Fiesta de Interés Turístico Regional por Resolución de la Dirección General de Turismo, Comercio y Artesanía de la JCCM con fecha de 21 de diciembre de 1995. Asimismo, por Resolución del 21 de marzo de 2025, la Viceconsejería de Cultura y Deportes de la JCCM inició el expediente para su declaración como Bien de Interés Cultural con la categoría de Bien Inmaterial.
Son miles las personas que van a Calzada de Calatrava a disfrutar del juego de Las Caras venidos de toda la geografía española, como de la Comunidad de Madrid, Comunidad Valenciana, Barcelona, Navarra, Galicia, etcétera. Dada la expectación que genera, el Ayuntamiento de Calzada de Calatrava espera y desea que sea declarado Fiesta de Interés Turístico Nacional.

## Origen
Existen varias hipótesis sobre el Juego de Las Caras, unas dicen que tiene su origen cuando los romanos despojaron a Jesús de sus vestiduras y se las jugaron a los dados y la otra, es que Judas se jugó las treinta monedas con las que entregó a Cristo. Es por esto por lo que sólo se juega en Semana Santa.

## Reglas
El juego consiste en reunirse una muchedumbre con dinero alrededor de un círculo, éstos apuestan dinero y la "la banca" lo doblega, el baratero lanza las monedas al aire y pueden darse tres combinaciones al lanzar las piezas; caras (gana la banca), cara y cruz (se repite la tirada) y cruces (ganan los apostantes).
Son un gran foco de atracción turística la mañana de Viernes Santo y es punto de encuentro de un gran número de entusiastas del juego. Las caras, juego que se practica sin interrupción desde épocas muy lejanas, es legalmente jugarlas exclusivamente Viernes Santo, desde la entrada de la estación de penitencia de La Madrugá, hasta la salida del Santo Entierro. Se practica en la Plaza de España, calles y determinados locales como el Círculo Agrícola Casino, espacio social donde se juegan los corros más importantes y en los que más dinero se apuesta.

## Otros lugares y versiones
El juego de las caras no solo es común en Calzada de Calatrava, sino que existen otros lugares con la misma tradición, entre ellos, podremos encontrar a Nava del Rey, una pequeña localidad perteneciente a la provincia de Valladolid en la que esta tradición está fuertemente arraigada. También se juega en el municipio de Cumbres Mayores (Huelva). Como se ha mencionado anteriormente, es un juego de azar, pero hay quienes aseguran que el truco está en saber lanzar las monedas, pues existen personas que practican el lanzamiento durante todo el año y se consideran verdaderos expertos.
También es tradición en casi todos los municipios de la comarca de Sierra Morena (Ciudad Real) y Campo de Calatrava.
Existen otros muchos municipios por toda la geografía española, donde este juego es tradicional (aunque cada vez se pierden más adeptos).